# Kogia krótkogłowa
Kogia krótkogłowa, kaszalot mały (Kogia breviceps) – gatunek ssaka morskiego z rodziny kogiowatych (Kogiidae).

## Taksonomia
Gatunek po raz pierwszy zgodnie z zasadami nazewnictwa binominalnego opisał w 1838 roku francuski zoolog Henri Marie Ducrotay de Blainville nadając mu nazwę Physeter breviceps. Holotyp pochodził z Przylądka Dobrej Nadziei, w Prowincji Przylądkowej Zachodniej, w Południowej Afryki. Holotypem była czaszka z Muzeum Historii Naturalnej w Paryżu zebrana przez Verreauxa.
Autorzy Illustrated Checklist of the Mammals of the World uznają ten gatunek za monotypowy. 

### Etymologia
- Kogia (Cogia): etymologia niejasna, Gray nie wyjaśnił pochodzenia nazwy zwyczajowej; być może jest to zlatynizowana forma ang. codger „dziwak”. Może być również uhonorowaniem Turka podpisującego siebie jako „Cogia Effendi”, który obserwował wieloryby żyjące w Morzu Śródziemnym[23][24].
- breviceps: łac. brevis „krótki”[25]; -ceps „-głowy”, od caput, capitis  „głowa”[26].

## Zasięg występowania
Kogia krótkogłowa jest gatunkiem kosmopolitycznym występującym w umiarkowanych i tropikalnych wodach Oceanu Atlantyckiego, Spokojnego i Indyjskiego; zapisy wyrzuconych na brzeg osobników koncentrują się wzdłuż wschodnich Stanów Zjednoczonych, Afryki Południowej i Nowej Zelandii oraz, w mniejszym stopniu, na wybrzeżach Francji i Hiszpanii; dokładne rozmieszczenie w morzu nieznane.

## Morfologia
Długość ciała 270–420 cm; masa ciała 342–680 kg. W dolnej szczęce kogi krótkogłowej jest 12–16 (rzadko 10–11) zębów po każdej stronie, natomiast w górnej szczęce na ogół ich brak. Brzuch ma kremowy, czasem różowawy, tył i boki są niebiesko-szare.

Wielkość kogii

## Ekologia
Należy do zwierząt prowadzących samotny tryb życia, czasem widuje się go w grupach do sześciu okazów. Żywi się kałamarnicami i krabami. 

## Status zagrożenia
W Czerwonej księdze gatunków zagrożonych Międzynarodowej Unii Ochrony Przyrody i Jej Zasobów został zaliczony do kategorii LC (ang. least concern „najmniejszej troski”).

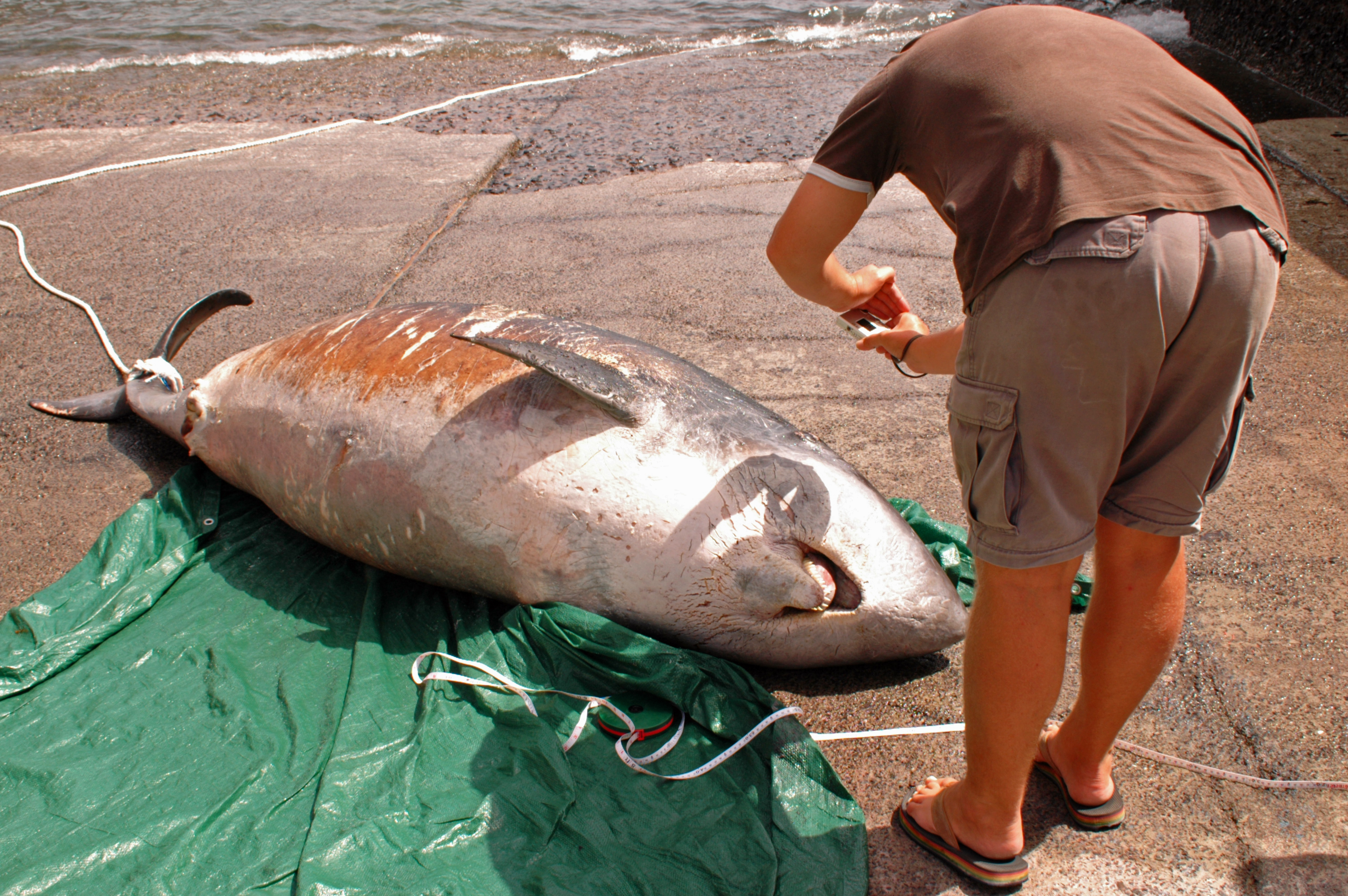
Martwa kogia, La Gomera, marzec 2006
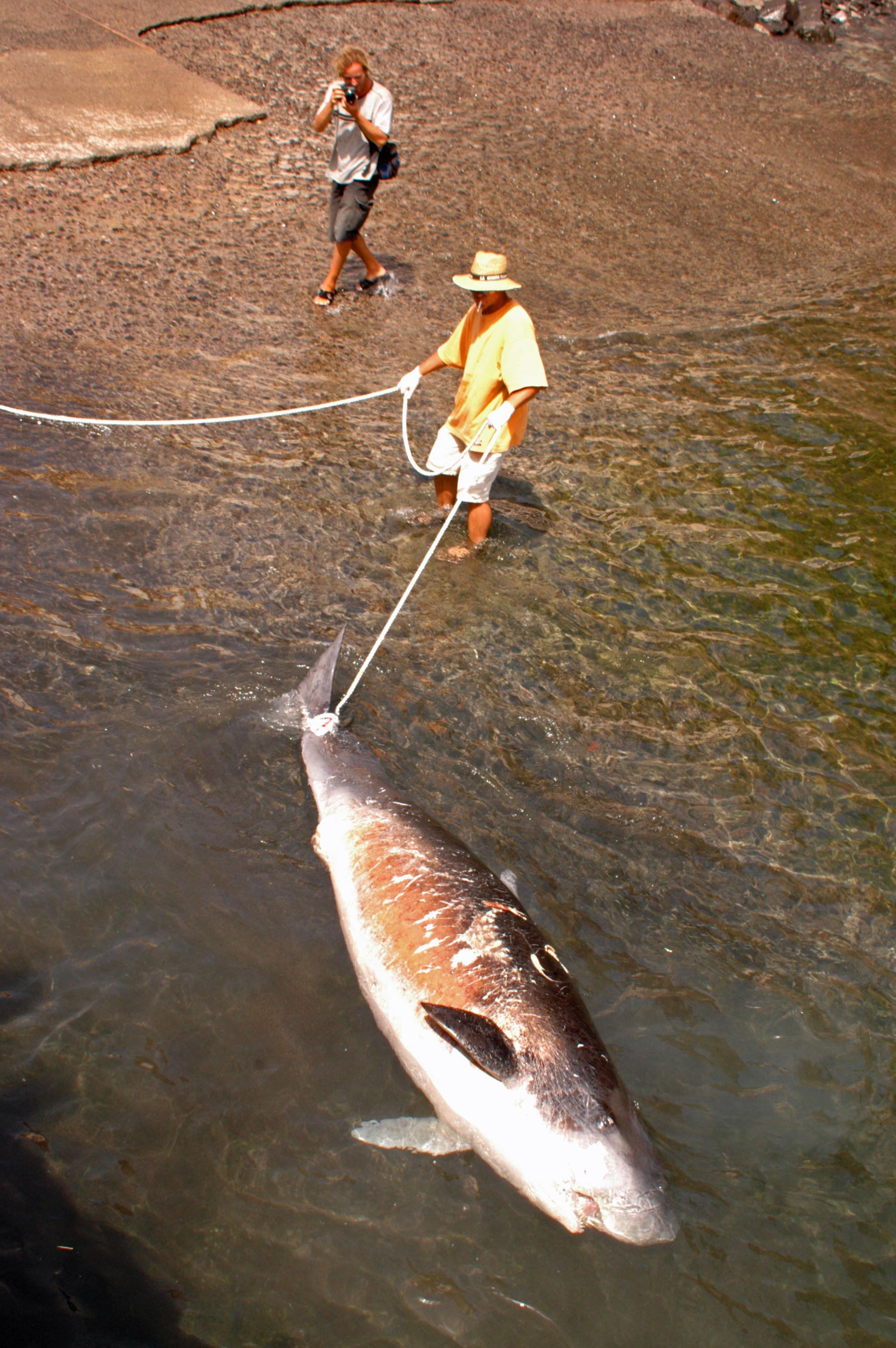
Martwa kogia, La Gomera
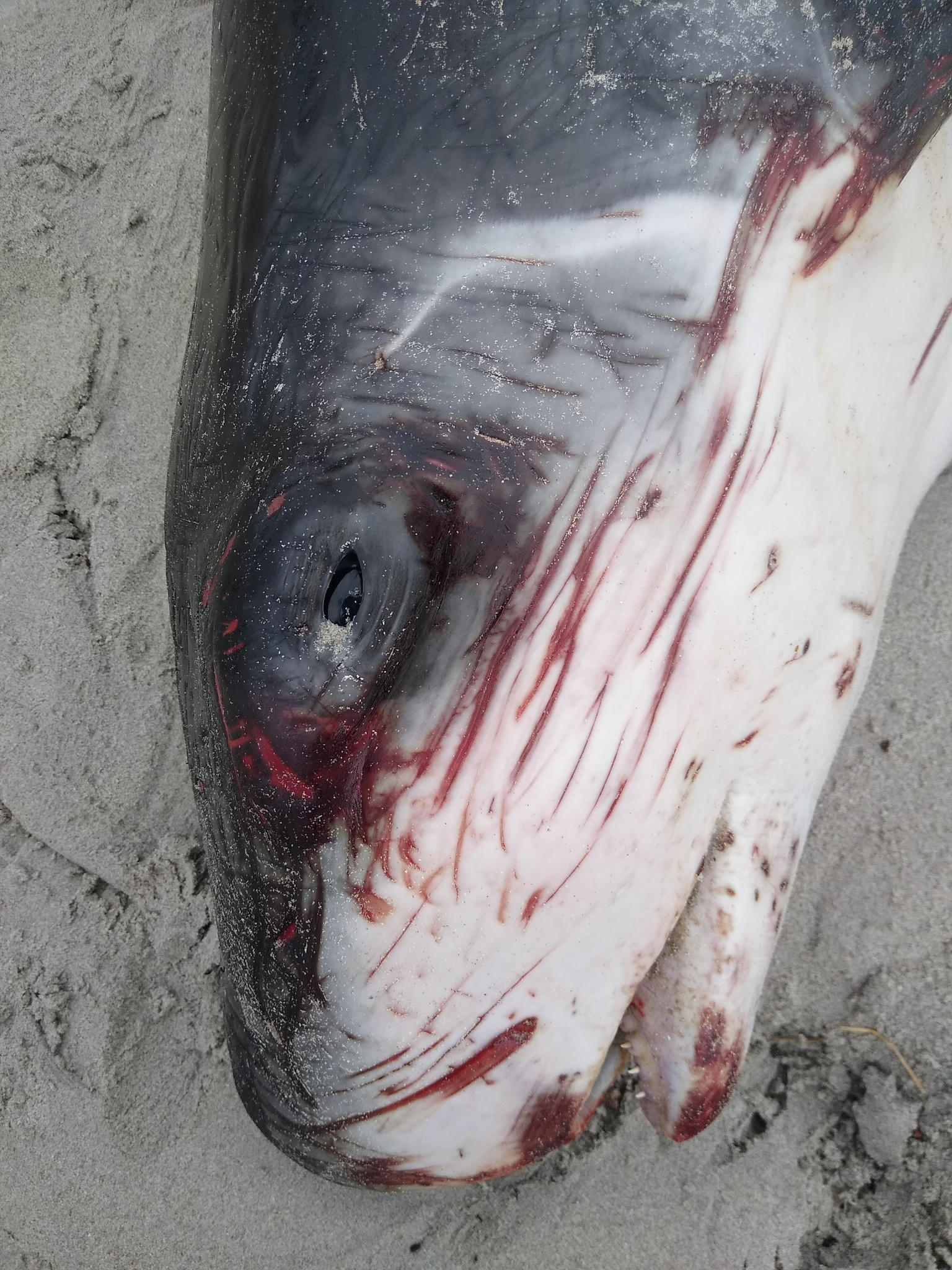
Martwa kogia, 2021